# Dictyobia varia
Dictyobia varia är en insektsart som beskrevs av Doering 1940. Dictyobia varia ingår i släktet Dictyobia och familjen sköldstritar. Inga underarter finns listade i Catalogue of Life.